# Long John Silver's
Long John Silver's är en snabbmatskedja som i huvudsak serverar fisk- och skaldjursrätter. I sortimentet finns bland annat fish and chips och fiskburgare. Restaurangerna är ofta placerade med Kentucky Fried Chicken och Taco Bell. Long John Silver's ägs av Yum! Brands.
Namnet kommer från karaktären Long John Silver i romanen Skattkammarön.